# Paraonukia ochra
Paraonukia ochra är en insektsart som beskrevs av Huang 1992. Paraonukia ochra ingår i släktet Paraonukia och familjen dvärgstritar. Inga underarter finns listade i Catalogue of Life.